# NGC 7527
NGC 7527 is een elliptisch sterrenstelsel in het sterrenbeeld Pegasus. Het hemelobject werd op 5 september 1864 ontdekt door de Duitse astronoom Albert Marth.

## Synoniemen
- UGC 12428
- MCG 4-54-31
- ZWG 475.45
- NPM1G +24.0528
- PGC 70728